# Rosa 'Double Delight'
'Double Delight' (el nombre de la obtención registrada de 'ANDeli'® ), es un cultivar de rosa que fue conseguido en California en 1976 por los rosalistas estadounidenses (Swim & Ellis).

## Descripción
'Double Delight' es una rosa moderna cultivar del grupo Híbrido de té.
El cultivar procede del cruce de 'Granada' x 'Garden Party'.
Las formas arbustivas del cultivar tienen porte erguido y alcanza de 150 cm de alto con 60 a 150 cm de ancho. Las hojas son de color verde oscuro y semibrillante.
Sus delicadas flores de color rojo carmesí en los extremos y mezcla de albaricoques en el centro, con los bordes de los pétalos rojos. Fragancia fuerte a especias. Rosa de diámetro medio de 5". Más de 30 pétalos grandes, completos. La flor con forma amplia, muy doble de 26 a 40 pétalos, generalmente en flor solitaria centrada alta. En pequeños grupos, capullos altos centrados, floración en forma de copa. 
Florece en oleadas a lo largo de la temporada. Primavera o verano son las épocas de máxima floración, si se le hacen podas más tarde tiene después floraciones dispersas.
Una de las características de esta rosa es el fototropismo cambiando de color bajo la acción del sol, tornándose el color de mezcla de blancos a rojo. 

## Origen
El cultivar fue desarrollado en California por el prolífico rosalista estadounidense Swim & Ellis en 1976. 'Double Delight' es una rosa híbrida tetraploide con ascendentes parentales de 'Granada' x 'Garden Party'.
La obtención fue registrada bajo el nombre cultivar de 'ANDeli'® por Swim & Ellis en 1976 y se le dio el nombre comercial de exhibición 'Double Delight'™.
También se le reconoce por el sinónimo de 'ANDeli'.
- La rosa fue creada por Swim & Ellis en California antes de 1976 e introducida en el resto de los Estados Unidos por "Armstrong Nurseries" en 1977 como 'Double Delight'.[1]
- La rosa 'Double Delight' fue introducida en Estados Unidos con la patente "United States - Patent No: PP 3,847".[1]

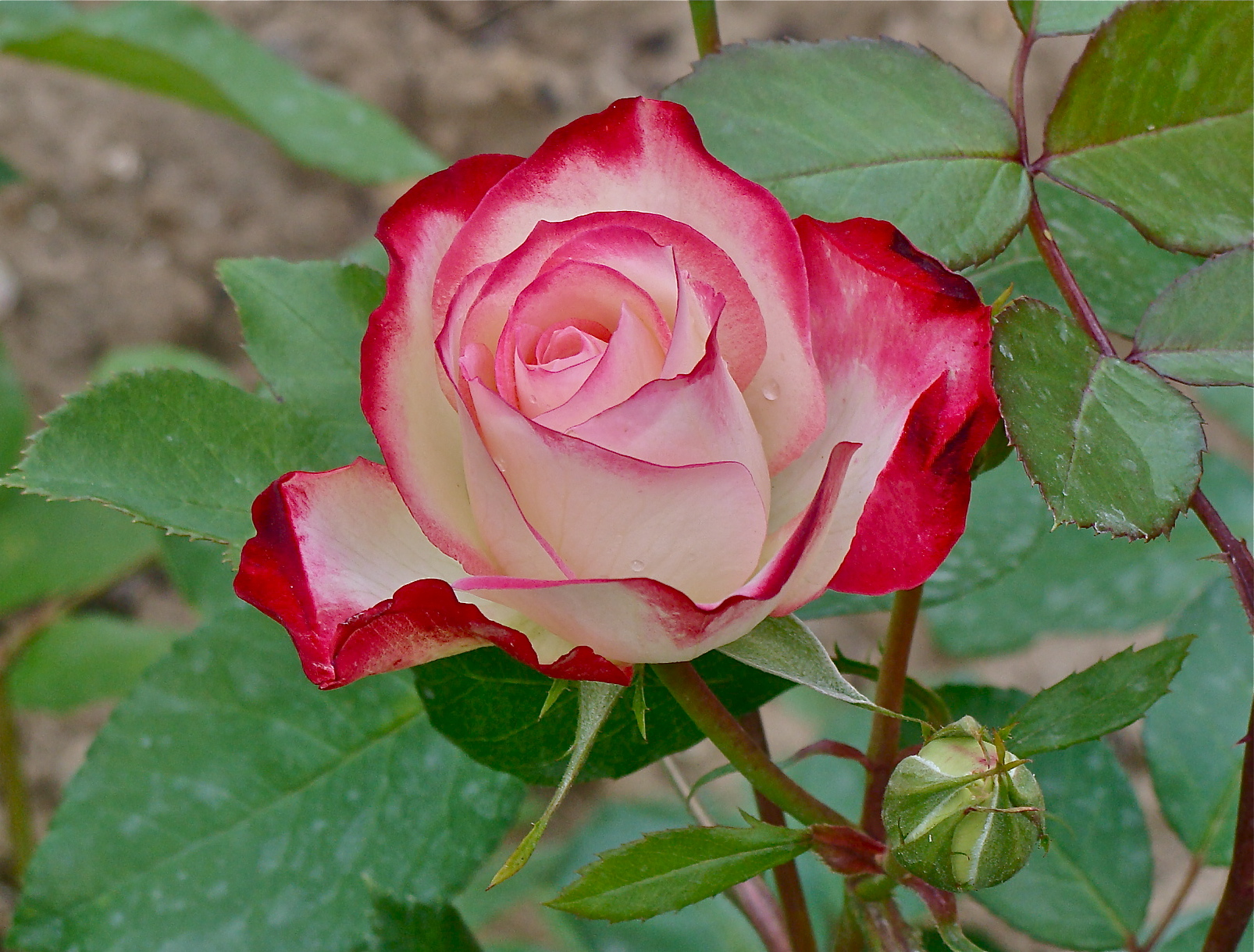
'Double Delight'
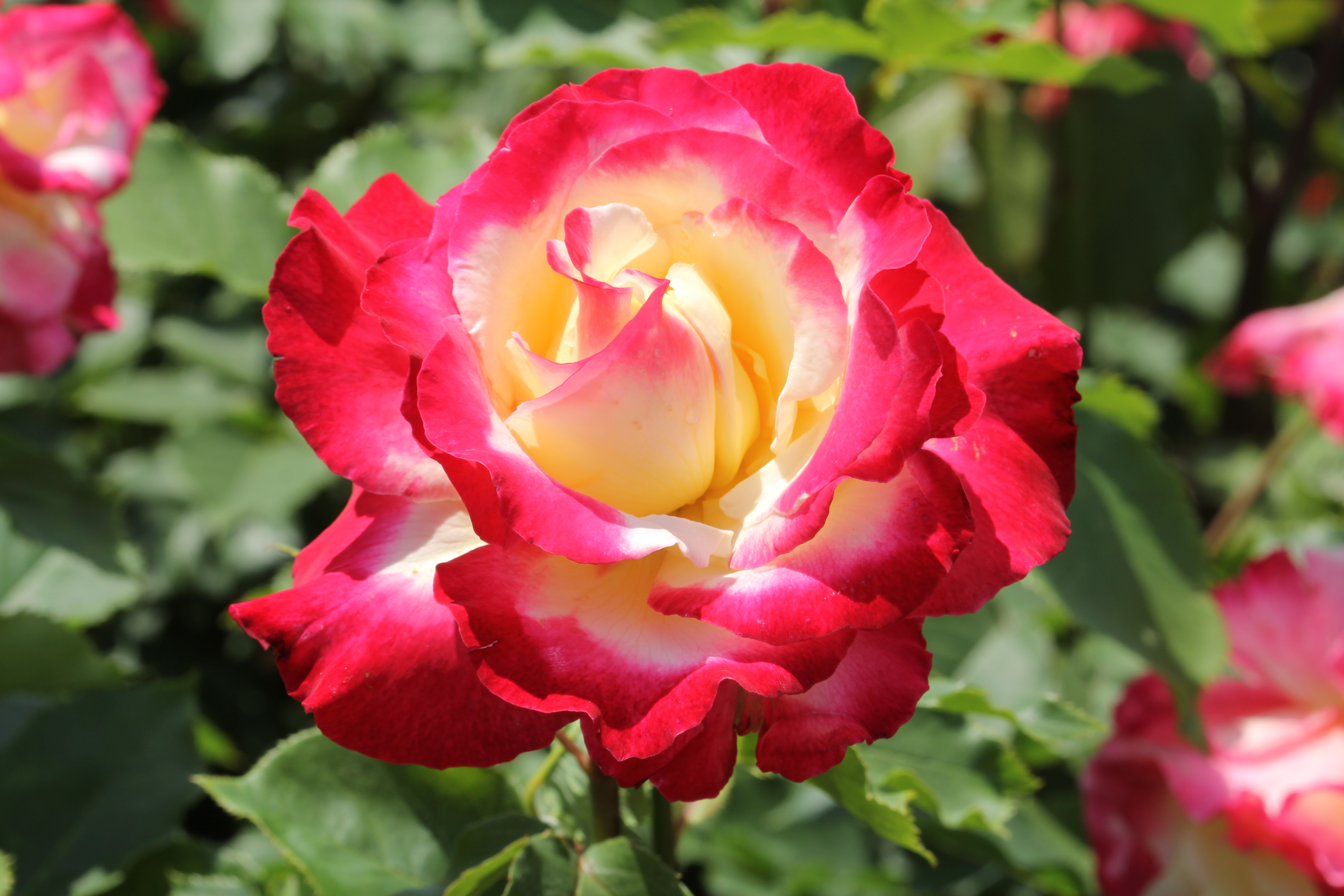
'Double Delight'
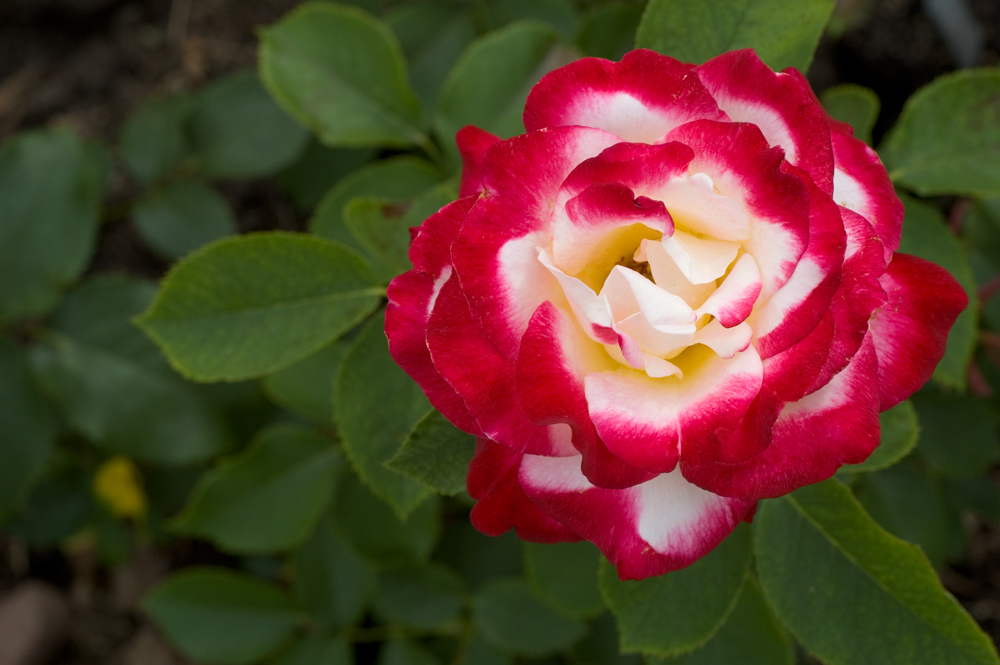
'Double Delight'
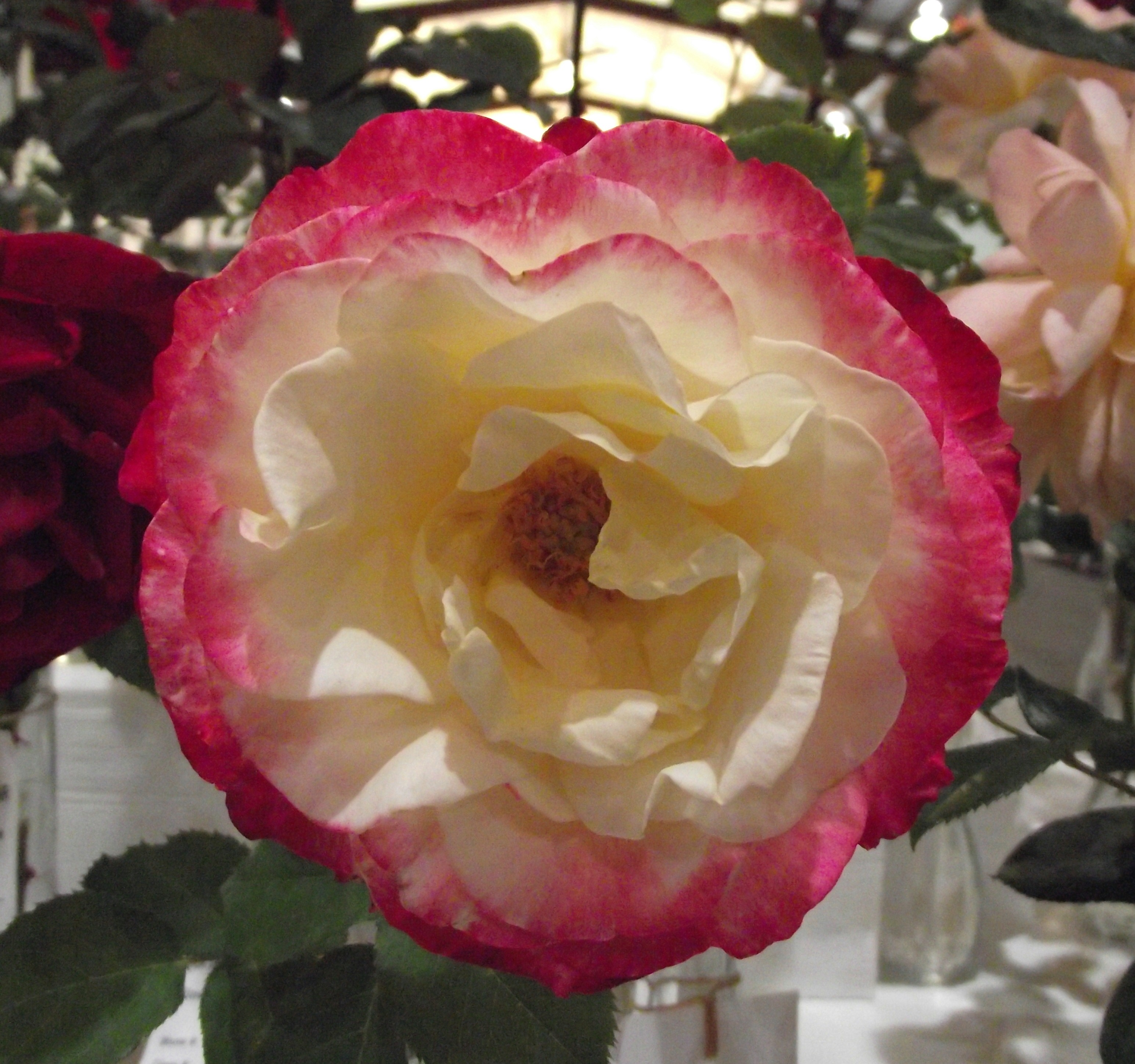
'Double Delight'

## Premios y galardones
- Baden-Baden Gold Medal 1976
- Rome Gold Medal 1976
- All-America Rose Selections 1977
- The World's Favourite Rose 1985

## Cultivo
Aunque las plantas están generalmente libres de enfermedades, es posible que sufran de punto negro en climas más húmedos o en situaciones donde la circulación de aire es limitada. Susceptible al mildiu.
Las plantas toleran la sombra, a pesar de que se desarrollan mejor a pleno sol. En América del Norte son capaces de ser cultivadas en USDA Hardiness Zones 7b a 10b. La resistencia y la popularidad de la variedad han visto generalizado su uso en cultivos en todo el mundo.
Puede ser utilizado para las flores cortadas, jardín o columnas. Vigorosa. En la poda de Primavera es conveniente retirar las cañas viejas y madera muerta o enferma y recortar cañas que se cruzan. En climas más cálidos, recortar las cañas que quedan en alrededor de un tercio. En las zonas más frías, probablemente hay que podar un poco más que eso. Requiere protección contra la congelación de las heladas invernales.

## Desportesde 'Double Delight'
El desporte trepador Rosa 'Double Delight, Cl.' de 1982.

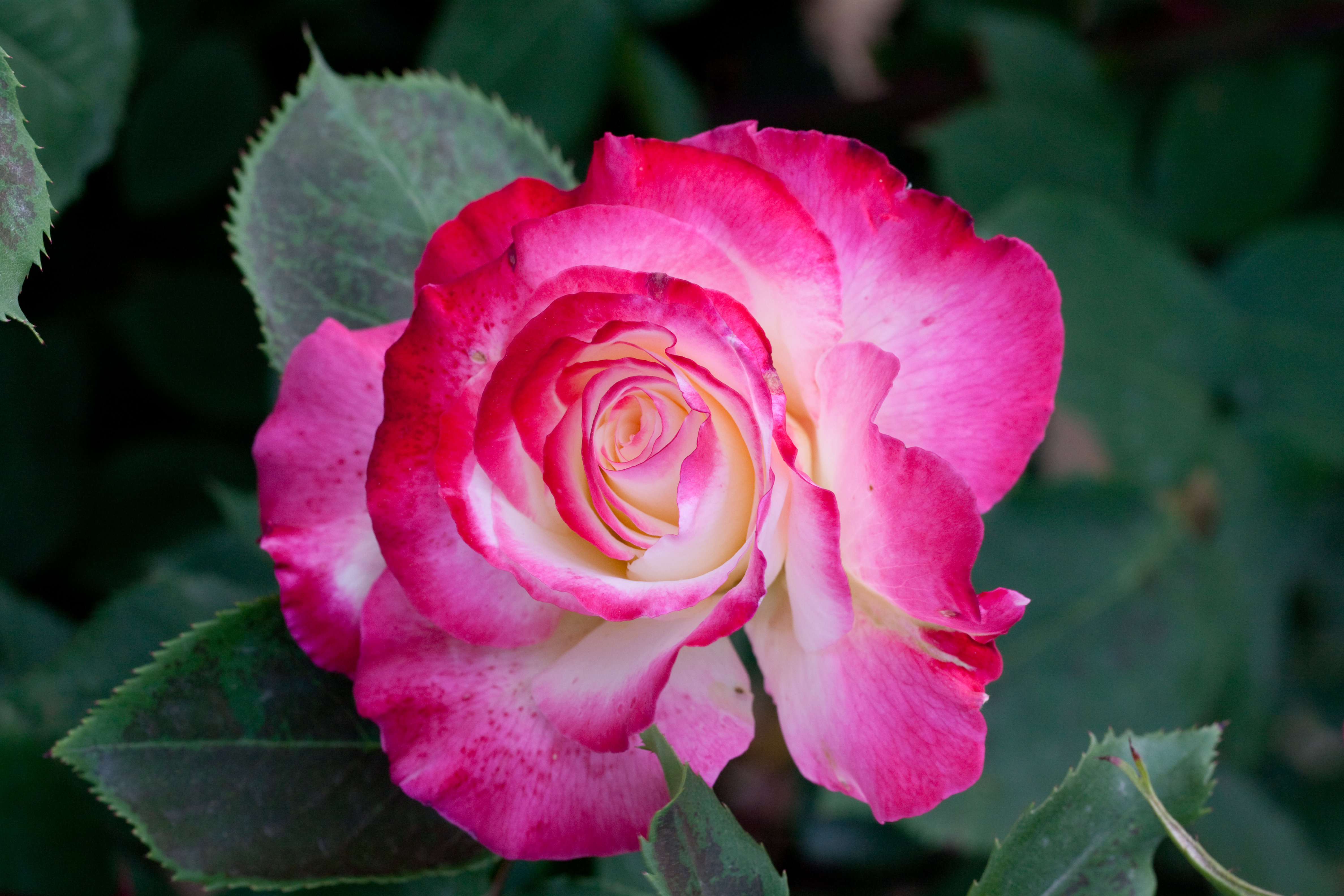
'Double Delight, Cl.' Christensen 1982. Desporte de la Rosa 'Double Delight'.